# Erigonoplus inclarus
Erigonoplus inclarus là một loài nhện trong họ Linyphiidae.
Loài này thuộc chi Erigonoplus. Erigonoplus inclarus được Eugène Simon miêu tả năm 1881.